# Ballay
Pour les articles homonymes, voir Ballay (homonymie).
Ballay est une commune française, située dans le département des Ardennes en région Grand Est.

## Géographie

### Localisation
| Vandy    | Quatre-Champs | Toges             |
|          | Ballay        | Boult-aux-Bois    |
| Vouziers |               | La Croix-aux-Bois |

La commune est à 6 km du centre de Vouziers, limitrophe au sud-ouest, et à une cinquantaine de km au sud de Charleville-Mézières. Elle est située dans la vallée de la Fournelle, un affluent de l'Aisne. Clairefontaine et Landèves, municipalités en 1790, sont intégrées dans la commune de Ballay entre fin 1790 et début 1791.

### Géologie et hydrographie
Elle est située dans la vallée de la Fournelle, un affluent de l'Aisne.
Les trois-quarts de la superficie de la commune repose sur un sol albien (alternance d'argile et de gaize). Au nord, vers Quatre-Champs, le terrain devient karstique, tandis que l'extrémité opposée de ce territoire, au sud - sud-est, atteint la vallée de l'Aisne et la plaine alluviale holocène de cette rivière. Le sol albien a donné un bouquet particulier au vin, cultivé sur ce terroir jusqu'au début du XXe siècle

### Hydrographie
La commune est traversée par la ligne de partage des eaux entre  les bassins hydrographiques Rhin-Meuse et Seine-Normandie. Elle est drainée par l'Aisne, la Fournelle, le ruisseau du Moulin des Bois, le cours d'eau 01 de la commune de Ballay, le cours d'eau 01 de Claire Fontaine, le Chalan et divers autres petits cours d'eau,.
L'Aisne est un  cours d'eau naturel navigable de 256 km de longueur, traversant les cinq départements Meuse, Marne, Ardennes, Aisne, Oise. Elle est un affluent de rive gauche de l'Oise, ce qui fait d'elle un sous-affluent de la Seine. Elle longe la commune sur une petite partie de son flanc ouest sur une longueur d'environ 0,7 km.
La Fournelle, d'une longueur de 15 km, prend sa source dans la commune de Belleville-et-Châtillon-sur-Bar et se jette  dans l'Aisne à Vouziers, après avoir traversé cinq communes.

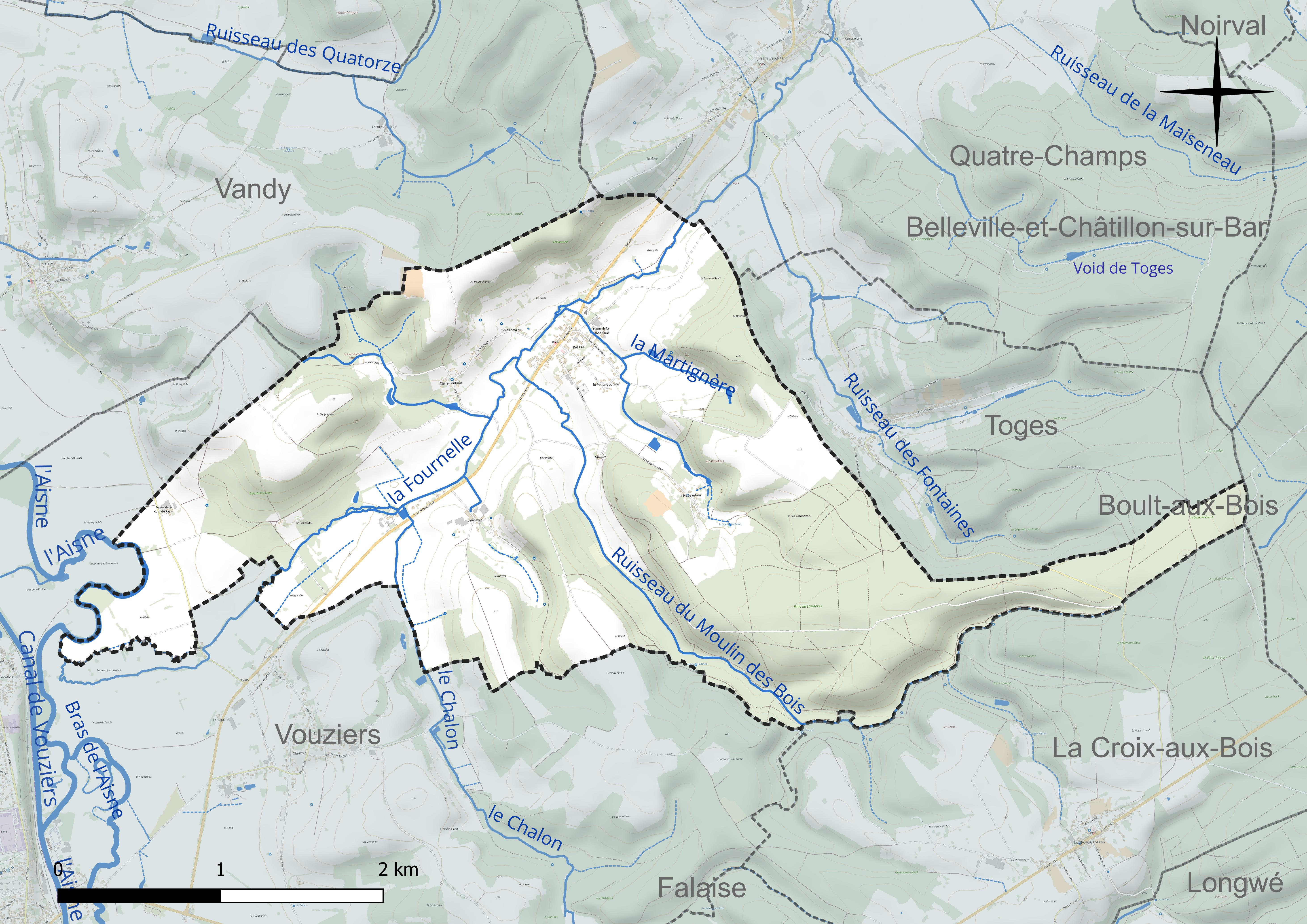
Réseau hydrographique de Ballay.

### Climat
Pour des articles plus généraux, voir Climat du Grand Est et Climat des Ardennes.
En 2010, le climat de la commune est de type climat des marges montargnardes, selon une étude du Centre national de la recherche scientifique s'appuyant sur une série de données couvrant la période 1971-2000. En 2020, Météo-France publie une typologie des climats de la France métropolitaine dans laquelle la commune est exposée à un climat océanique altéré et est dans la région climatique Nord-est du bassin Parisien, caractérisée par un ensoleillement médiocre, une pluviométrie moyenne régulièrement répartie au cours de l’année et un hiver froid (3 °C).
Pour la période 1971-2000, la température annuelle moyenne est de 10,1 °C, avec une amplitude thermique annuelle de 15,8 °C. Le cumul annuel moyen de précipitations est de 883 mm, avec 13,5 jours de précipitations en janvier et 9 jours en juillet. Pour la période 1991-2020, la température moyenne annuelle observée sur la station météorologique de Météo-France la plus proche, « Buzancy_sapc », sur la commune de Buzancy à 15 km à vol d'oiseau, est de 10,9 °C et le cumul annuel moyen de précipitations est de 862,0 mm. 
La température maximale relevée sur cette station est de 40,7 °C, atteinte le 25 juillet 2019 ; la température minimale est de −15,8 °C, atteinte le 20 décembre 2009,,.
Les paramètres climatiques de la commune ont été estimés pour le milieu du siècle (2041-2070) selon différents scénarios d'émission de gaz à effet de serre à partir des nouvelles projections climatiques de référence DRIAS-2020. Ils sont consultables sur un site dédié publié par Météo-France en novembre 2022.

## Urbanisme

### Typologie
Au 1er janvier 2024, Ballay est catégorisée commune rurale à habitat dispersé, selon la nouvelle grille communale de densité à 7 niveaux définie par l'Insee en 2022.
Elle est située hors unité urbaine. Par ailleurs la commune fait partie de l'aire d'attraction de Vouziers, dont elle est une commune de la couronne,. Cette aire, qui regroupe 45 communes, est catégorisée dans les aires de moins de 50 000 habitants,.

### Occupation des sols
L'occupation des sols de la commune, telle qu'elle ressort de la base de données européenne d’occupation biophysique des sols Corine Land Cover (CLC), est marquée par l'importance des territoires agricoles (49,8 % en 2018), une proportion identique à celle de 1990 (49,8 %). La répartition détaillée en 2018 est la suivante : 
forêts (47,1 %), prairies (37,6 %), terres arables (12,1 %), zones urbanisées (3,1 %). L'évolution de l’occupation des sols de la commune et de ses infrastructures peut être observée sur les différentes représentations cartographiques du territoire : la carte de Cassini (XVIIIe siècle), la carte d'état-major (1820-1866) et les cartes ou photos aériennes de l'IGN pour la période actuelle (1950 à aujourd'hui).

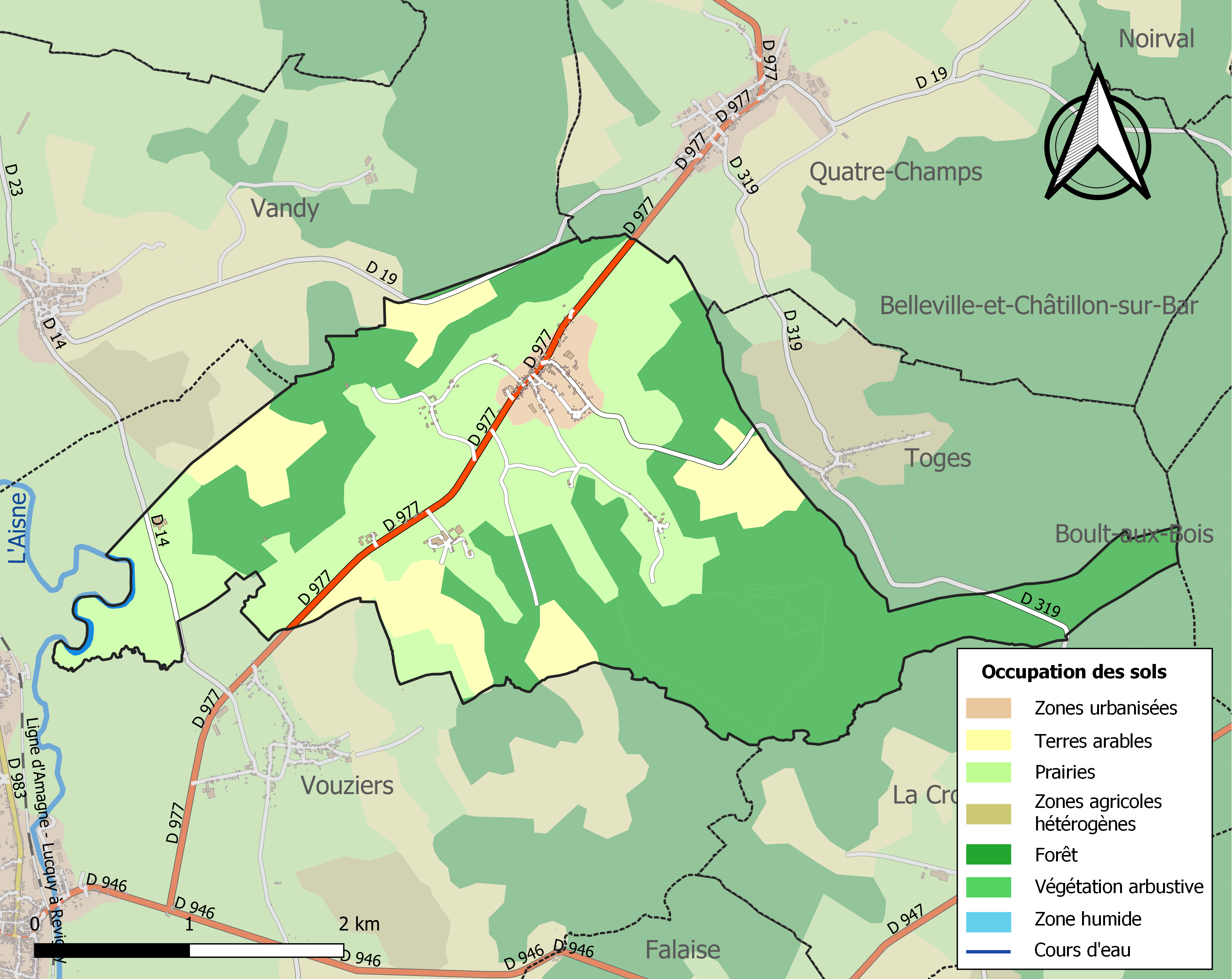
Carte des infrastructures et de l'occupation des sols de la commune en 2018 (CLC).

## Toponymie
Les variantes suivantes ont été relevées : Balais en 1249 et 1277, Ballais en 1327, puis Balay et Ballay à la fin du même siècle. Ce nom viendrait par métonymie des genêt à balais,.

## Histoire
Certains hameaux de cette commune ont sans doute une création antérieure, notamment Claire-Fontaine, à l'ouest, et Landèves, au sud. Claire-Fontaine a été une dépendance des chevaliers de l'ordre de Saint-Jean de Jérusalem, appelé aussi ordre des Hospitaliers. Landèves a vu s'implanter un prieuré Notre-Dame de Landèves, de l'ordre des Augustins,  vers 1219. Le prieuré devient une abbaye en 1623, et disparaît à la Révolution française,.
Ballay est au XIIe siècle une seigneurie avec un château et une paroisse. L'église, dédiée à Notre-Dame, est une annexe de Vandy. Le premier document incontestable qui cite la localité est du 13 août 1249. Le seigneur Warnier de Ballay s'y place sous la protection de Jehan, comte de Rethel,. Par le jeu des alliances et des transmissions héréditaires, cet arrière-fief du comté de Rethel se trouve quelques siècles plus tard partagé entre plusieurs familles, les Dalle, les Dessaulx, le d'Artaize, les Beaufort, les de Roucy, les de Luzy, etc., comme en témoigne le relevé des présents aux assemblées de la noblesse en 1789. Plusieurs des membres de ces familles ont d'ailleurs été emprisonnés comme ennemis de la Révolution à la prison du Mont-Dieu, pendant la Terreur,.
Durant la Première Guerre mondiale, le village est occupé par les Allemands à partir de septembre 1914 et libéré vers la fin du conflit, mais il est détruit à 70 %. Un fortin allemand, installé au-dessus du bois du Petit-Ban, à la lisière avec le territoire de Vandy, dominant la vallée de la Fournelle et celle de l'Aisne, est attaqué et conquis par les troupes françaises le 1ernovembre 1918. Un monument aux morts de cette guerre est inauguré le 25 novembre 1923,. La mairie est alors toujours installée, en novembre 1923 soit cinq ans après la fin de la guerre, dans un baraquement provisoire. Les deux édifices principaux, la nouvelle mairie et une nouvelle église, sont construits entre fin 1925 et 1928, et placés l'un en face de l'autre, sur la conception d'un architecte parisien, Charles Louis, dans un style en partie Art Déco,. Pendant la Seconde Guerre mondiale, un avion anglais tombe près du village. Les pilotes et passagers sont cachés par la résistance, qui réussit à les faire rapatrier en Angleterre.

## Politique et administration
| Période                                  | Période   | Identité            | Étiquette | Qualité                       |
| ---------------------------------------- | --------- | ------------------- | --------- | ----------------------------- |
| mars 2001                                | mars 2008 | Jean-Luc Payer      |           |                               |
| mars 2008                                | juin 2020 | Christian Mielcarek |           |                               |
| juin 2020                                | En cours  | Philippe Thirriard  | SE        | Agent de maitrise territorial |
| Les données manquantes sont à compléter. |           |                     |           |                               |

## Démographie
L'évolution du nombre d'habitants est connue à travers les recensements de la population effectués dans la commune depuis 1793. Pour les communes de moins de 10 000 habitants, une enquête de recensement portant sur toute la population est réalisée tous les cinq ans, les populations de référence des années intermédiaires étant quant à elles estimées par interpolation ou extrapolation. Pour la commune, le premier recensement exhaustif entrant dans le cadre du nouveau dispositif a été réalisé en 2005.

En 2022, la commune comptait 245 habitants, en évolution de −13,12 % par rapport à 2016 (Ardennes : −2,97 %, France hors Mayotte : +2,11 %).
| 1793 | 1800 | 1806 | 1821 | 1831 | 1836 | 1841 | 1846 | 1851 |
| ---- | ---- | ---- | ---- | ---- | ---- | ---- | ---- | ---- |
| 434  | 502  | 490  | 447  | 461  | 473  | 475  | 473  | 471  |

| 1866 | 1872 | 1876 | 1881 | 1886 | 1891 | 1896 | 1901 | 1906 |
| ---- | ---- | ---- | ---- | ---- | ---- | ---- | ---- | ---- |
| 417  | 390  | 375  | 350  | 382  | 374  | 373  | 336  | 332  |

| 1911 | 1921 | 1926 | 1931 | 1936 | 1946 | 1954 | 1962 | 1968 |
| ---- | ---- | ---- | ---- | ---- | ---- | ---- | ---- | ---- |
| 346  | 331  | 303  | 283  | 300  | 307  | 290  | 315  | 267  |

| 1975 | 1982 | 1990 | 1999 | 2005 | 2006 | 2010 | 2015 | 2020 |
| ---- | ---- | ---- | ---- | ---- | ---- | ---- | ---- | ---- |
| 265  | 230  | 254  | 245  | 243  | 243  | 248  | 277  | 257  |

| 2022 | - | - | - | - | - | - | - | - |
| ---- | - | - | - | - | - | - | - | - |
| 245  | - | - | - | - | - | - | - | - |

## Lieux et monuments
- Abbaye Notre-Dame de Landèves.
- Mairie-école et église Notre-Dame de Ballay, deux édifices qui bénéficient du label "Architecture contemporaine remarquable" (anciennement label « Patrimoine du XXe siècle ») attribué par le ministère de la Culture[25].

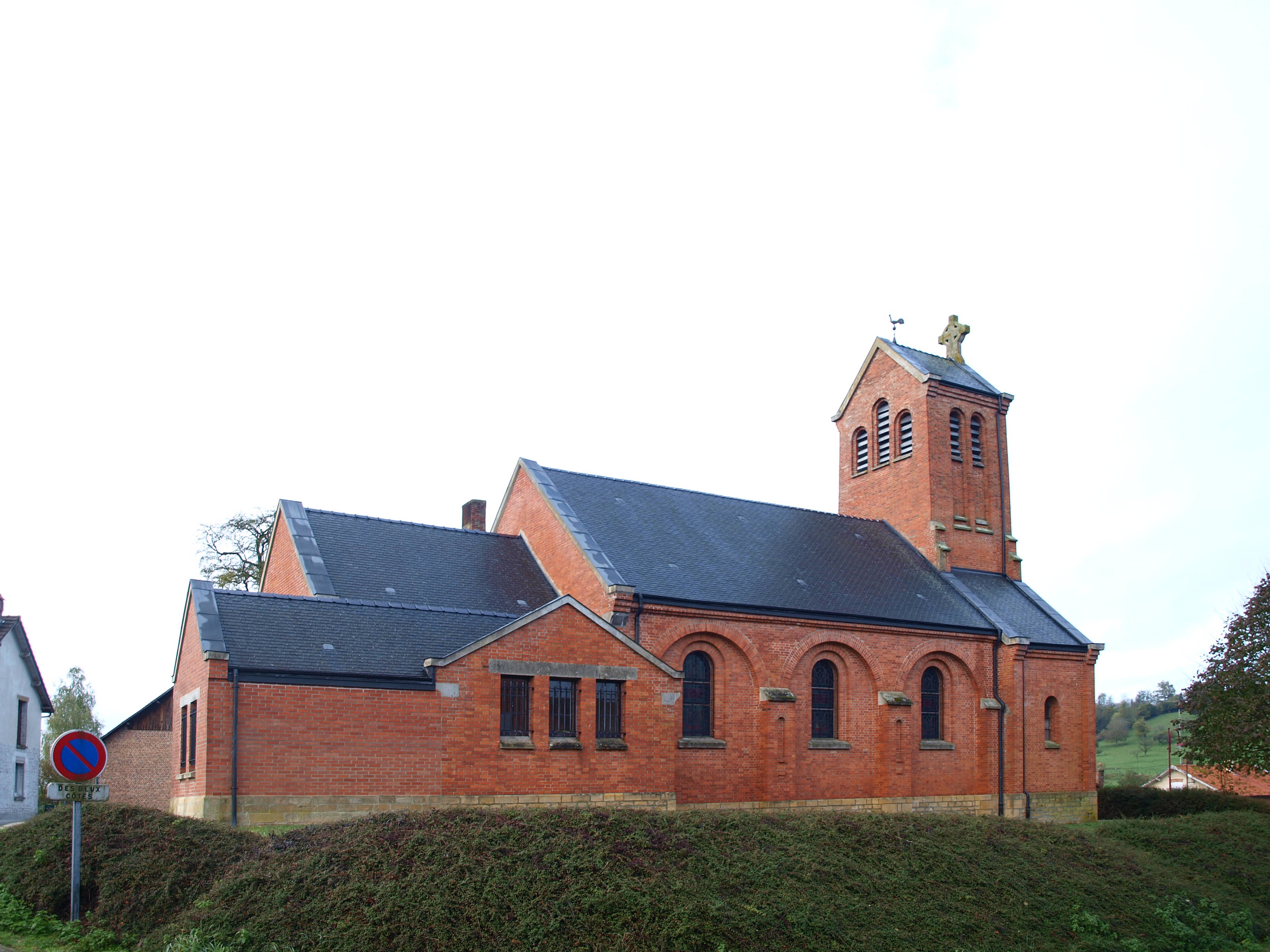
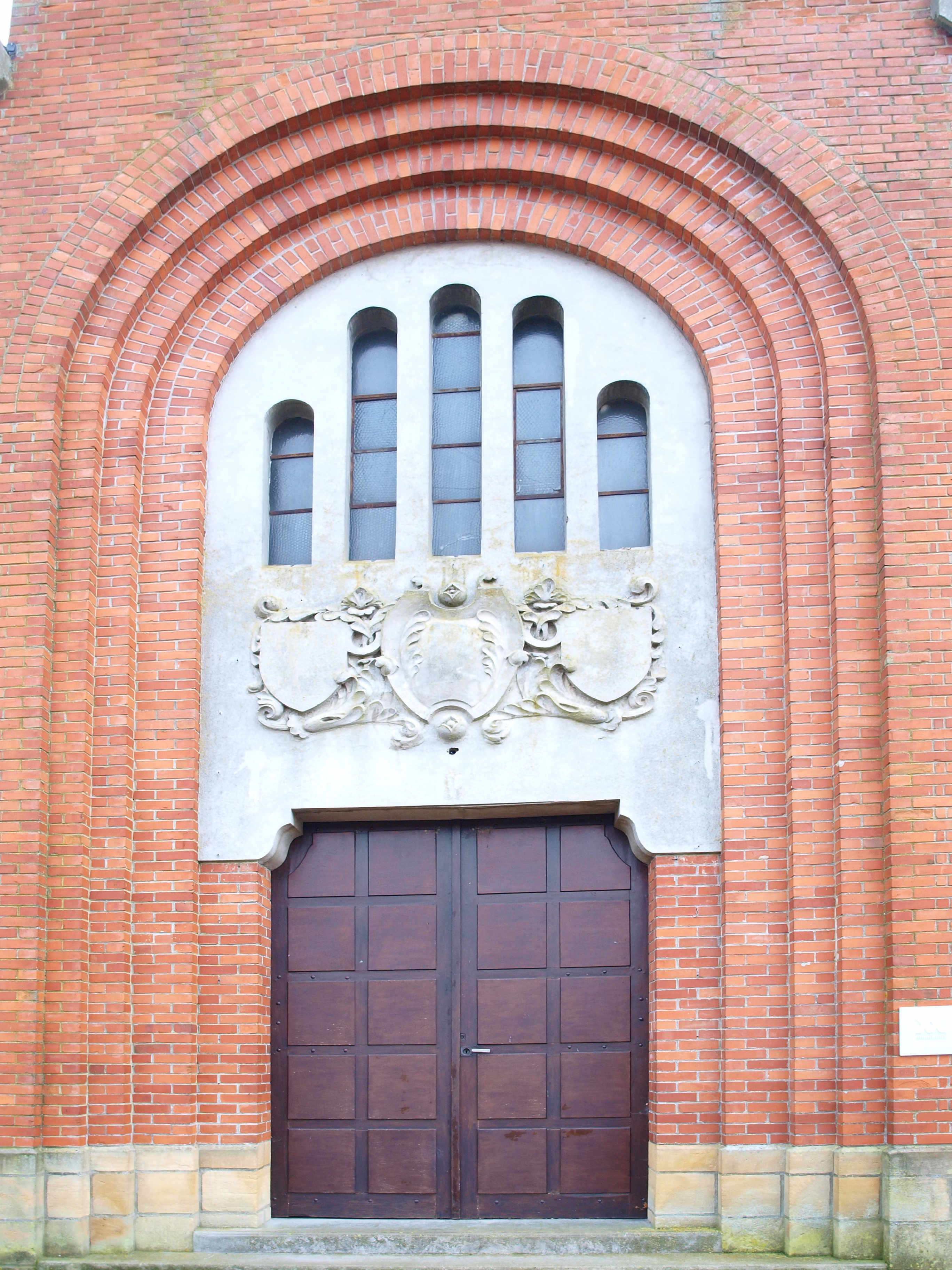
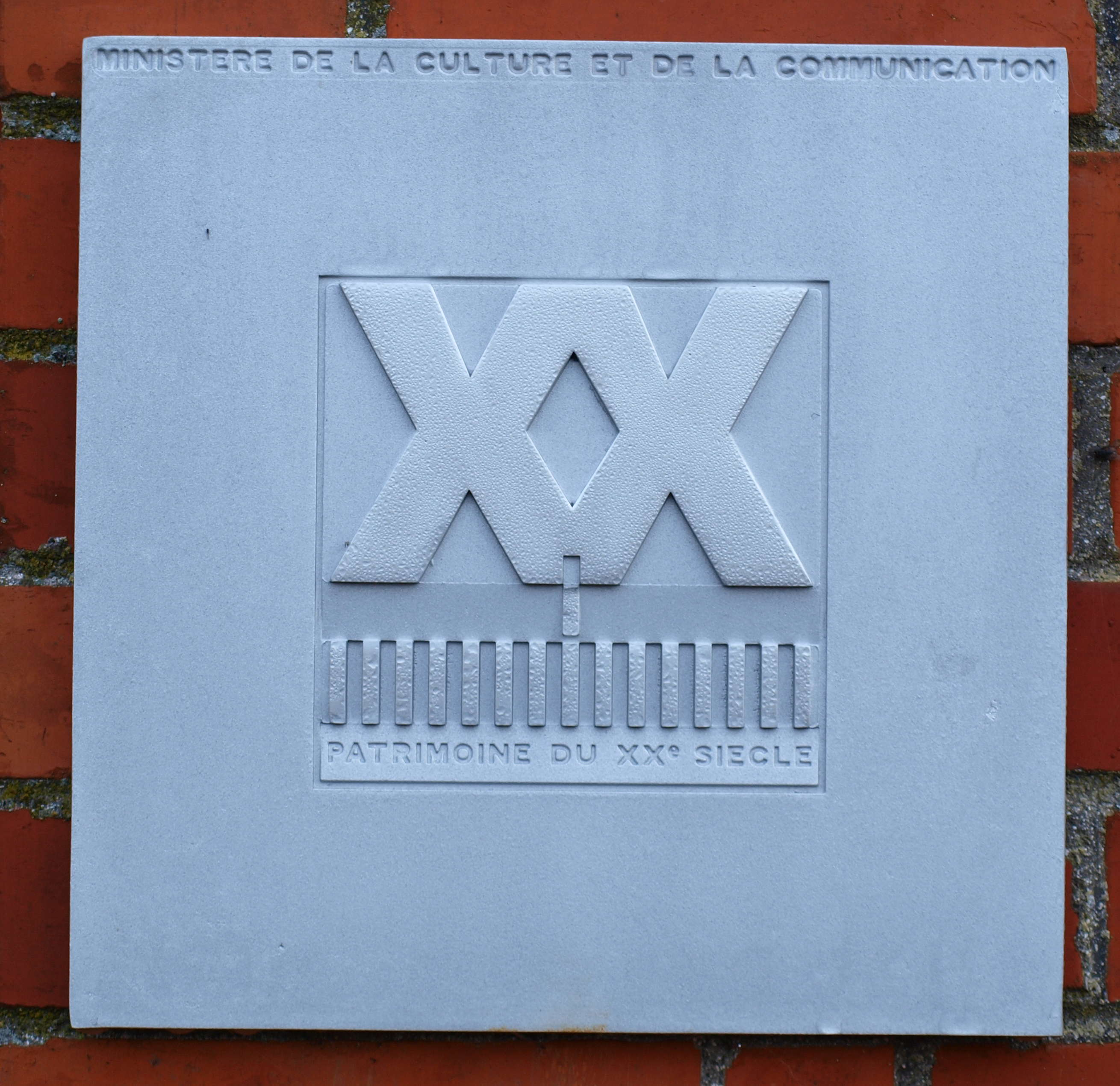
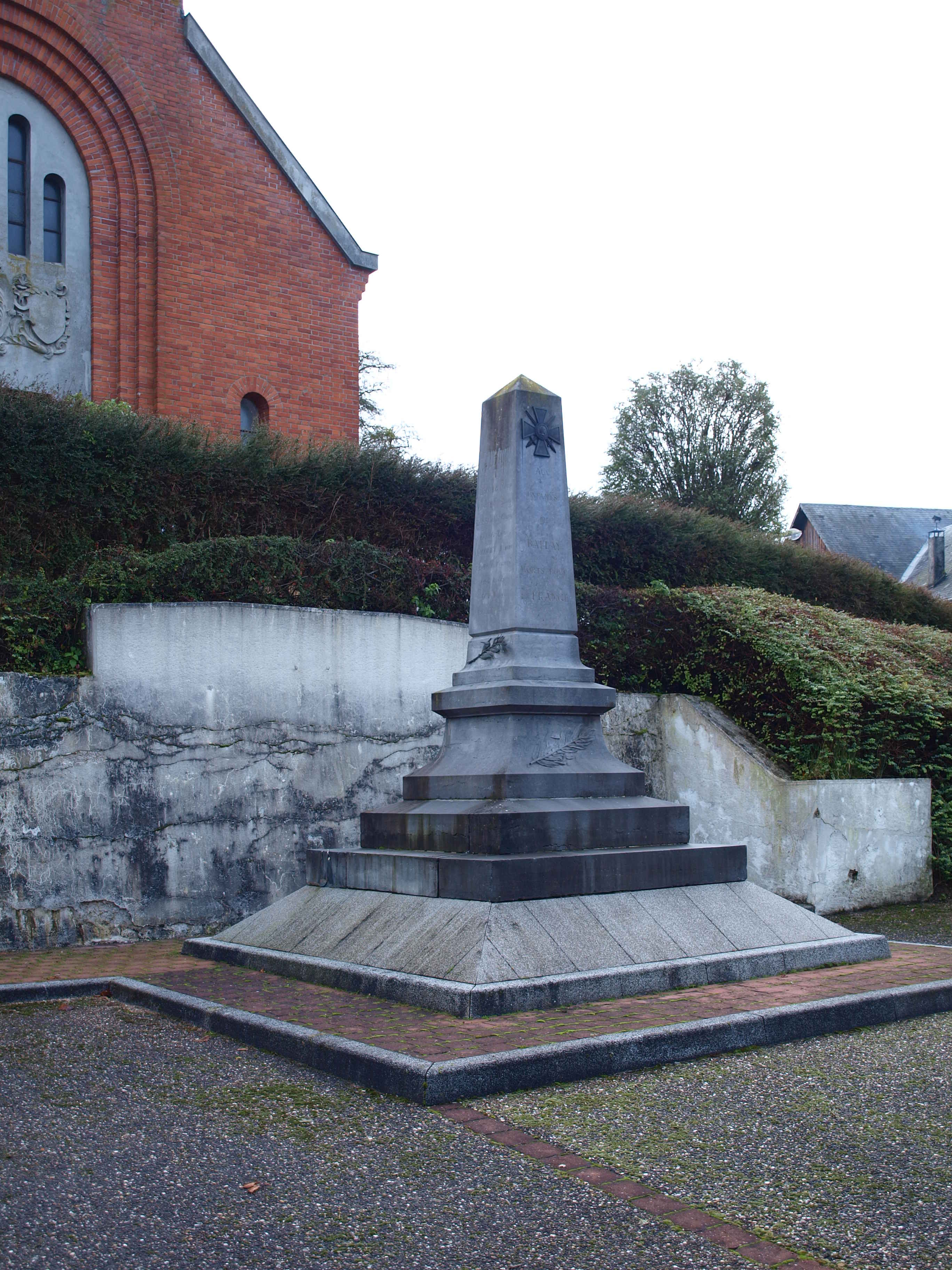
Monument aux morts.
- Le moulin de Landèves.

- Monument aux morts.